# LeEco
LeEco (chiń. 乐视集团) – chiński konglomerat z siedzibą w Pekinie.
Obszar działalności LeEco obejmuje branżę elektroniczną (smartfony, telewizory), branżę internetową i multimedialną (media strumieniowe, produkcja filmów, przechowywanie danych w chmurze) oraz sektory motoryzacji i nieruchomości.
Przedsiębiorstwo zostało założone w 2004 roku, pierwotnie oferując usługę streamingu wideo na życzenie (Letv.com).